# Хохлатка извилистая
Хохла́тка изви́листая (лат. Corýdalis flexuósa) — вид двудольных цветковых растений, включённый в род Хохлатка (Corydalis) семейства Маковые (Papaveraceae).

## Ботаническое описание
Многолетнее травянистое растение с горизонтальным корневищем. Стебли прямостоячие, простые или ветвистые, с 3—4 листьями. Прикорневые листья на черешках до 12 см длиной, с плёнчатыми прилистниками в основании, с нижней стороны с сизоватым налётом, в очертании треугольно-яйцевидные до почти округлых, 3,5—8×3—6 см, дважды — трижды тройчатые. Листочки на коротких черешочках, разделённые на 3—9 долек обратноланцетовидной формы. Нижние стеблевые листья длинночерешковые, верхние — короткочерешковые или сидячие, подобные прикорневым, однако более мелкие.
Цветки собраны в кисть 4—8 см длиной в количестве 10—20 на конце стебля, в верхней части густую, в нижней — довольно рыхлую. Прицветники под каждым цветком (особенно в нижней части) дольчатые. Чашелистики очень мелкие, зубчатые. Венчик бледно-голубой до ярко-синего, изредка белый. Внутренние лепестки беловатые.
Плод — коробочка линейной формы, 15—22×1—1,5 мм, содержит 13—17 семян. Семена мелкие, около 1 мм в диаметре.
Цветёт и плодоносит в природе с апреля по июнь.

## Значение
Весьма декоративное растение, выносит понижения температуры до −15 °C. Теневыносливое растение, предпочитает влажную хорошо дренированную почву.
В 2002 году удостоена премии Award of Garden Merit Королевского садоводческого общества. Наиболее известные сорта — 'China Blue', 'Père David', 'Purple Leaf'.

## Ареал
Эндемик Центральной и Северной Сычуани. Орофит, произрастает в горных лесах и на лужайках, по берегам ручьёв, у влажных скал, на высоте 1300—4000 м над уровнем моря.

## Систематика

### Подвиды
Очень полиморфный вид, выделяются несколько подвидов, иногда принимаемых в качестве отдельных видов:
- Corydalis flexuosa subsp. balsamiflora (Prain) C.Y.Wu, 1999
[≡ Corydalis balsamiflora Prain, 1896]
- Corydalis flexuosa subsp. gemmipara (H.Chuang) C.Y.Wu, 1999
[≡ Corydalis gemmipara H.Chuang, 1991]
- Corydalis flexuosa subsp. pinnatibracteata (C.Y.Wu & H.Chuang) C.Y.Wu, 1999
[≡ Corydalis flexuosa var. pinnatibracteata C.Y.Wu & H.Chuang, 1991]
- Corydalis flexuosa subsp. pseudoheterocentra (Fedde) Lidén ex C.Y.Wu, H.Chuang & Z.Y.Su, 1999
[≡ Corydalis pseudoheterocentra Fedde, 1923]